# Municipio de Smith (Kansas)
El municipio de Smith (en inglés: Smith Township) es un municipio ubicado en el condado de Thomas en el estado estadounidense de Kansas. En el año 2010 tenía una población de 278 habitantes y una densidad poblacional de 2,99 personas por km².

## Geografía
El municipio de Smith se encuentra ubicado en las coordenadas 39°25′50″N 100°46′5″O / 39.43056, -100.76806. Según la Oficina del Censo de los Estados Unidos, el municipio tiene una superficie total de 92.99 km², de la cual 92,96 km² corresponden a tierra firme y (0,03 %) 0,03 km² es agua.

## Demografía
Según el censo de 2010, había 278 personas residiendo en el municipio de Smith. La densidad de población era de 2,99 hab./km². De los 278 habitantes, el municipio de Smith estaba compuesto por el 75,18 % blancos, el 0,36 % eran afroamericanos, el 0,36 % eran amerindios, el 22,66 % eran de otras razas y el 1,44 % eran de una mezcla de razas. Del total de la población el 25,18 % eran hispanos o latinos de cualquier raza.